# Parede de Trombe

Princípio
- 1 raios solares (verão)
* 2 raios solares (inverno)
- 3 telhado
- 4 vidro
- 5 caixa de ar aquecida
- 6 parede de acumulação escura
- 7 entrada de ar aquecido
- 8 saída de ar fresco
- 9 quarto
- 10 isolamento térmico das paredes

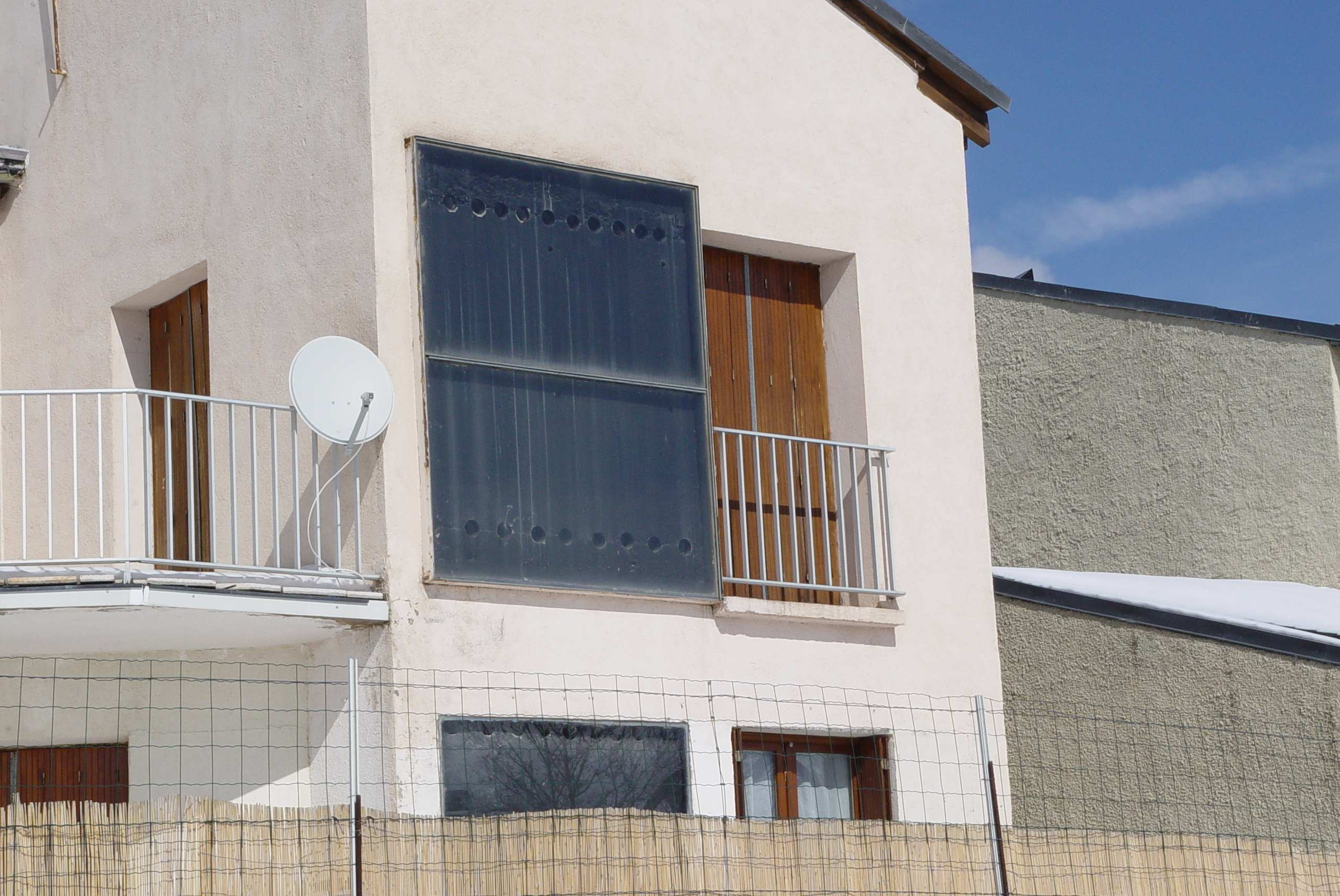
Parede de Trombe

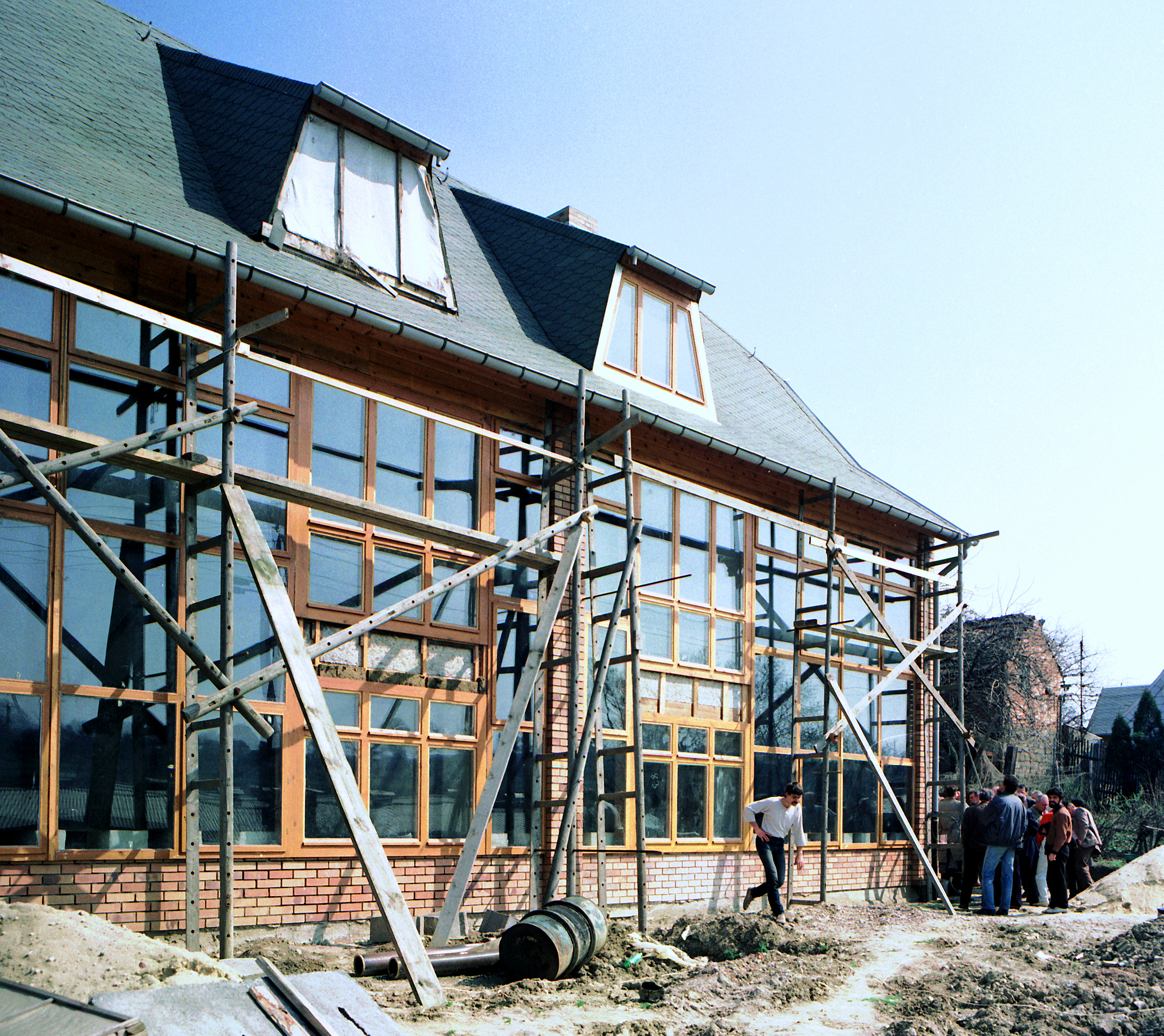
Nesta casa solar, sem bomba de calor, são os elementos estruturais da casa que aquecem e arrefecem passivamente a casa. As janelas escondem painéis de alumínio preto que absorvem as calorias solares, redistribuídas pelo ar que circula entre o vidro e o absorvedor

A parede de Trombe (às vezes chamada parede de  Trombe-Michel) é um sistema principalmente de aquecimento solar passivo, patenteado pelo americano Edward Sylvester Morse em 1881 (Patente US 246626), mas que só foi implementado e testado pelo professor Félix Trombe e pelo arquiteto Jacques Michel nas décadas de 1950-1970. Este dispositivo aproveita, através do efeito estufa, a energia gratuita do sol para aquecer ou também para arrefecer uma casa.

## História de sistemas solares passivos e evolução das paredes de Trombe
Em 1920, a ideia de aquecimento solar começou na Europa. Na Alemanha, os projetos habitacionais foram projetados para aproveitar o sol por arquitetos como Walter Gropius, Marcel Breue e Otto Haesler entre outros que projetaram os apartamentos esquemáticos Zeilenbau, que otimizavam a luz solar. Além desses primeiros exemplos, aquecer casas com o sol fez um progresso lento até a década de 1930, quando vários arquitetos americanos começaram a explorar o potencial do aquecimento solar com as "habitações heliotrópicas". O trabalho pioneiro desses arquitetos americanos, a influência dos imigrantes europeus e a memória da escassez de combustível em tempo de guerra tornaram o aquecimento solar mais popular durante o boom imobiliário inicial no final da Segunda Guerra Mundial.
Mais tarde, na década de 1970, antes e depois da crise internacional do petróleo de 1973, alguns arquitetos europeus criticaram os métodos de construção padrão e a arquitetura da época, e reagiram à crise, propondo novas técnicas para intervir de forma inovadora no ambiente construído, usando energia e recursos naturais de forma mais eficiente. Além disso, o esgotamento dos recursos naturais gerou interesse em fontes de energia renováveis, como a energia solar.
Paralelamente ao crescimento da população global, o consumo de energia e as questões ambientais tornaram-se uma preocupação global - especialmente enquanto o setor de construção que está a consumir a maior parte da energia do mundo essencialmente para sistemas de aquecimento, ventilação e de ar condicionado.
Por estas razões, espera-se que os edifícios de hoje atinjam a eficiência energética e o design ecológico através do uso de energia renovável parcial ou completamente, em vez de energia fóssil para aquecimento e arrefecimento. Nesta direção, a integração de sistemas solares passivos em edifícios é uma estratégia para o desenvolvimento sustentável e cada vez mais encorajada pela regulamentação internacional.
Os edifícios de baixa energia de hoje com paredes de Trombe muitas vezes melhoram uma técnica muita antiga que incorpora um sistema de armazenamento e entrega térmico : paredes grossas de adobe ou pedra para prender o calor do sol durante o dia e libertá-lo lenta e uniformemente à noite para aquecer o edifício. Hoje, a parede de Trombe continua a servir como uma estratégia eficaz de design solar passivo.
O primeiro exemplo bem conhecido de um sistema de parede Trombe foi usado na casa de Odeillo, na França em 1967, pelo  professor Félix Trombe e pelo arquiteto Jacques Michel. A parede pintada de preto é construída em betão de 60 cm de espessura com um espaço de ar e um vidro duplo em seu lado externo. A casa é principalmente aquecida por radiação e convecção da superfície interna da parede de concreto e os resultados dos estudos mostram que 70% das necessidades anuais de aquecimento deste edifício são supridas pela energia solar. Portanto, a eficiência do sistema é comparável a um bom sistema de aquecimento solar ativo. Um painel fotovoltaico para produção elétrica converte 15%-20% de radiação em energia. O que significa que a sua eficiência energética é baixa - 85% da radiação do sol é perdida. Considerando que o coletor térmico solar Trombe  é capaz de converter 70% a 80% da radiação do sol em calor,  significa que é muito mais eficiente em termos energéticos.
Outro sistema de parede Trombe foi construído em 1970, em Montmedy, França. A casa com 280 m 3  de volume exigia 7000 kWh para o seu aquecimento anualmente. Em Montmedy, entre 49 e 50º latitude norte, 5400 kWh foram fornecidos pelo aquecimento solar e o restante por um sistema elétrico auxiliar. Isso representa uma redução de 77% do aquecimento e uma redução de 70% do custo do aquecimento no inverno.

## Apresentação
Ao contrário de um sistema solar ativo que emprega hardware e equipamentos mecânicos para coletar ou transportar calor, uma parede de Trombe é um sistema de aquecimento solar passivo onde a energia térmica flui no sistema por meios naturais, como radiação, condução e convecção natural. Como consequência, a parede funciona absorvendo a luz solar em sua face externa e depois transferindo esse calor através da parede por condução. Enquanto a radiação solar direta tem um comprimento de onda curto facilmente conduzida através do vidro, o calor reemitido da massa térmica é de comprimento de onda mais longo, que não pode passar pelo vidro tão facilmente. Esta propriedade da radiação solar, descrita pela lei do deslocamento de Wien, retém o calor entre o vidro e a parede de alvenaria, permitindo que a parede de Trombe absorva efetivamente o calor enquanto limita sua reemissão para o meio ambiente. O calor conduzido através da parede é então distribuído para o espaço interior por radiação e, até certo ponto, por convecção, da superfície interna da parede.

### Modo não ventilado
O conceito baseia-se numa parede sólida, por exemplo betão pedra ou tijolo maciço no mínimo de 20 cm, de cor escura (mate), virada a sul (no hemisfério norte), em frente à qual existe uma vidraça de vidro duplo e uma caixa de ar de 2 a 5 cm. O vidro retém o calor do sol (efeito estufa) que se acumula e se difunde na alvenaria. A restituição, dentro de casa, é feita de forma suave, contínua e repartida no tempo. O atraso na difusão do calor é de aproximadamente 18 mn por cada centímetro de espessura duma parede de betão, ou seja no caso duma parede de 20 cm, o atraso é de 6 horas. 

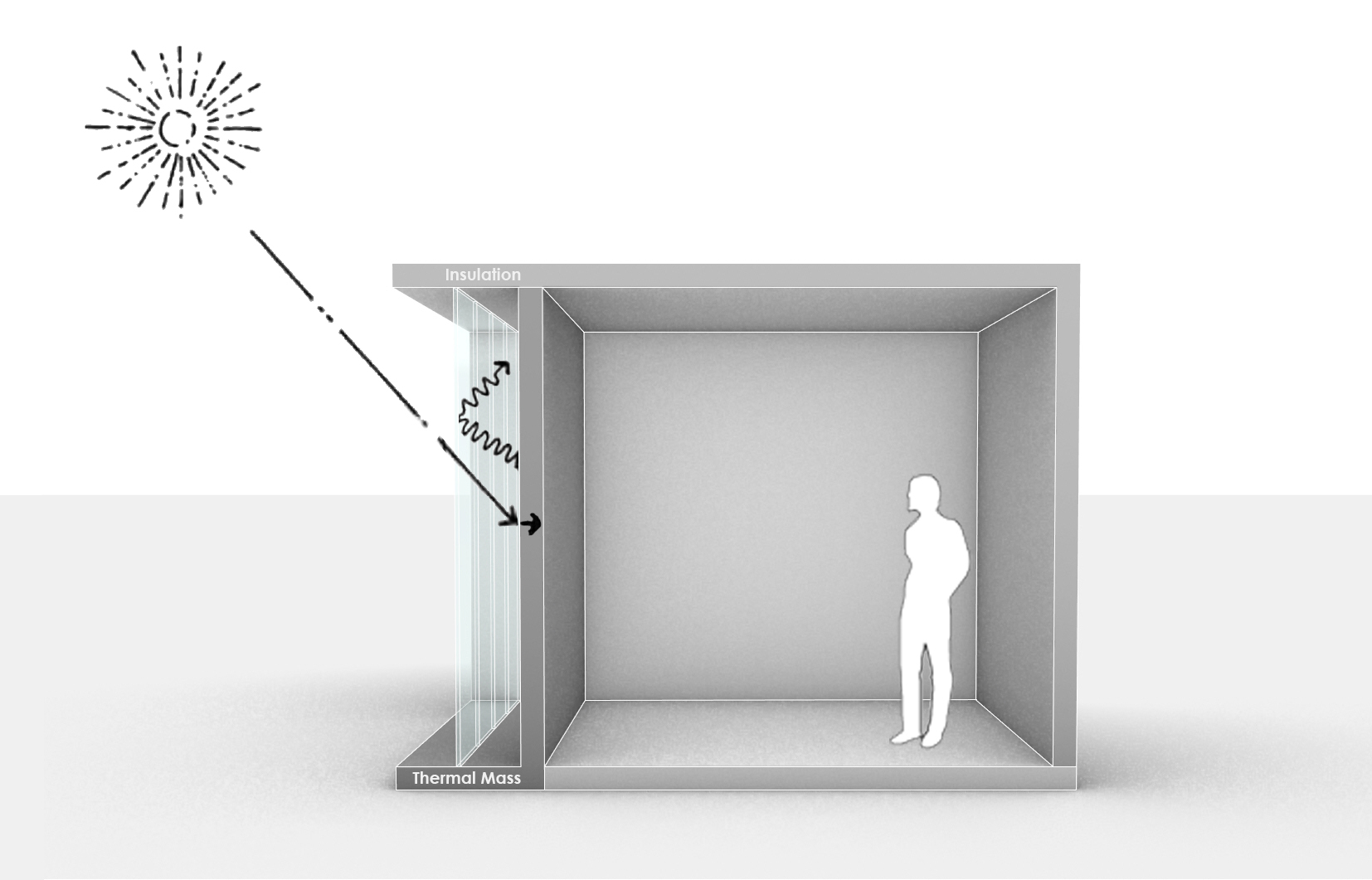
Dia : A parede de Trombe aquece.Os raios infravermelhos são refletidos para o muro
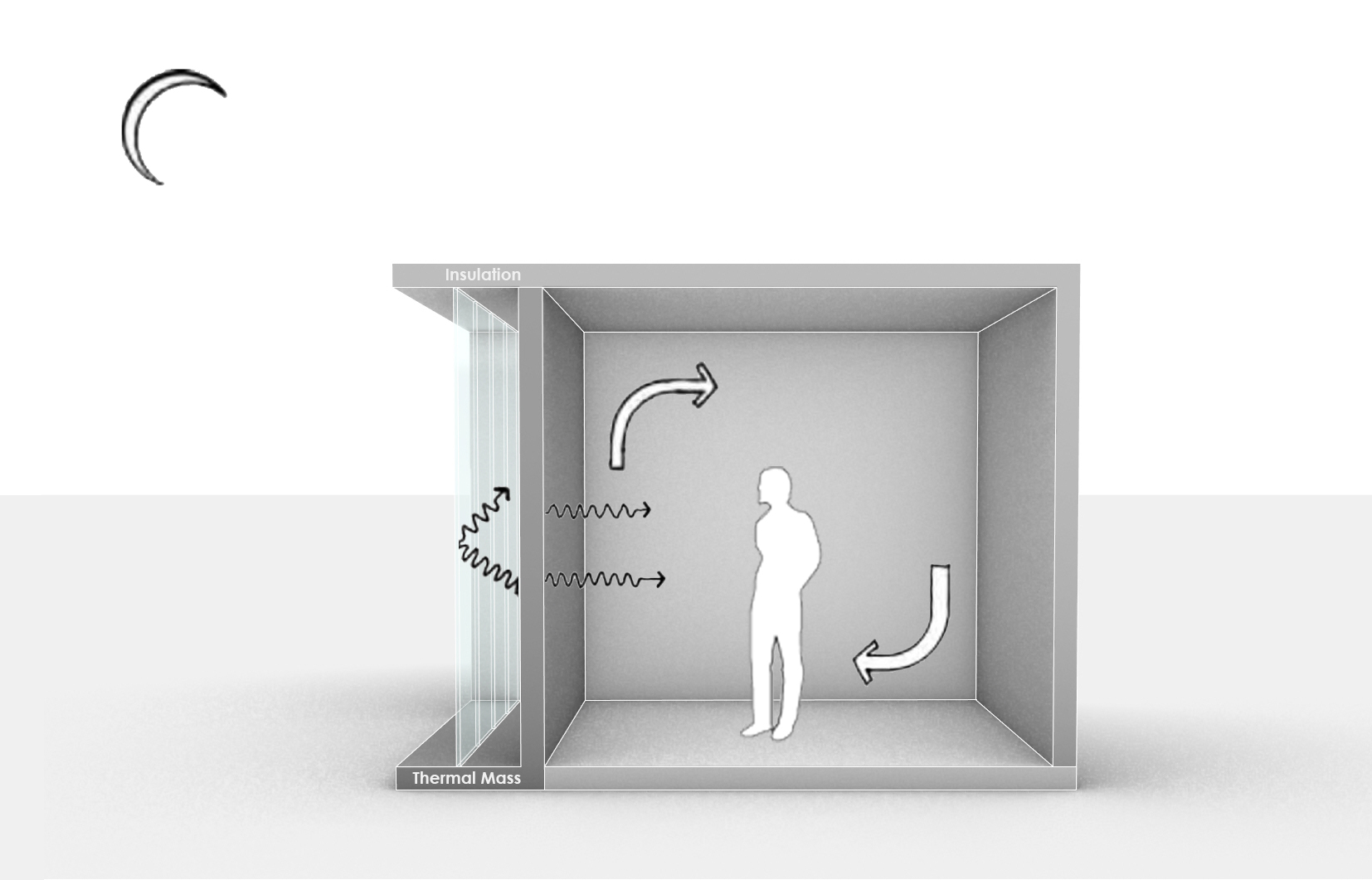
Noite : O calor é transferido para o interior
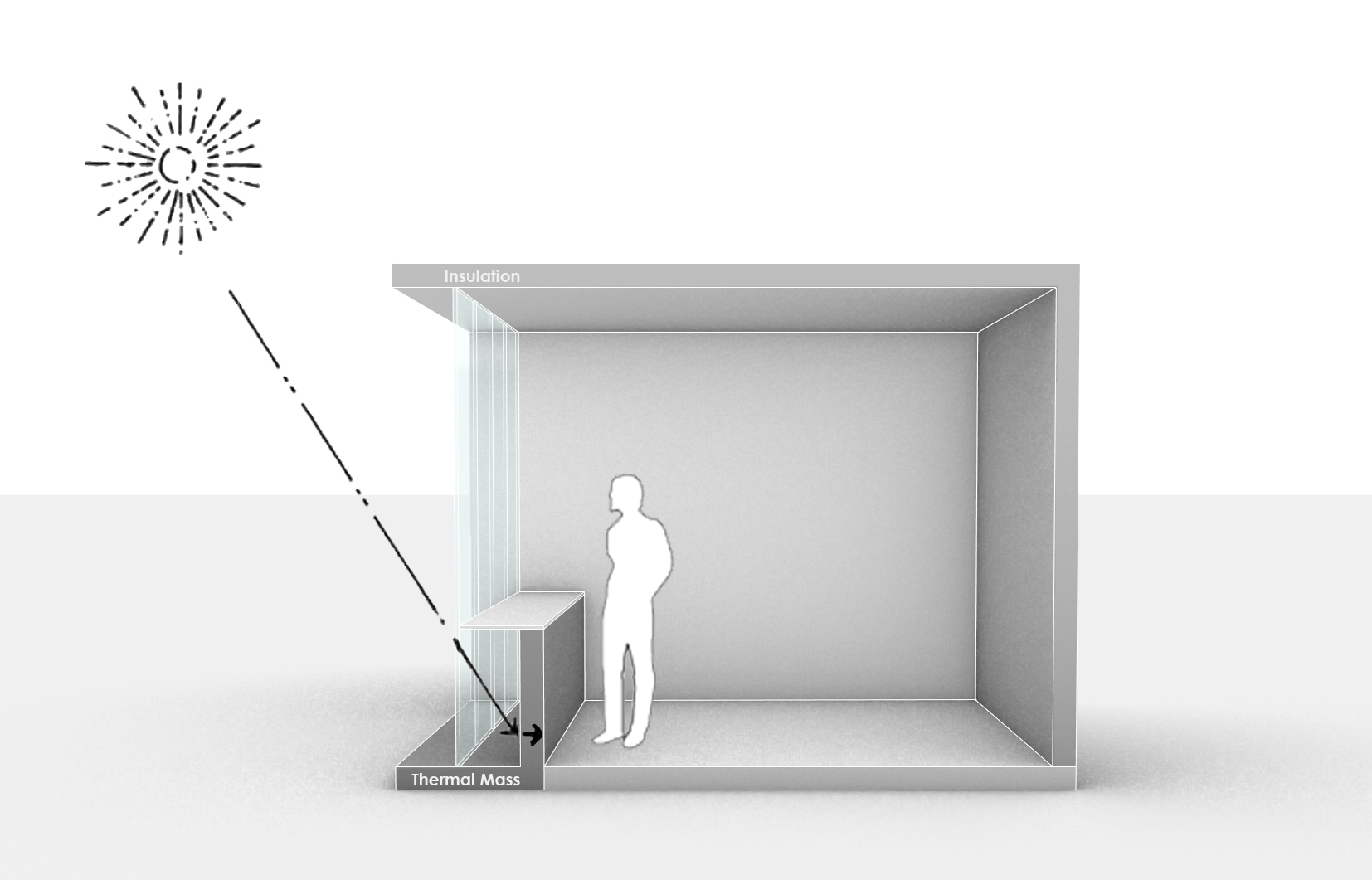
Variante : Parede de Trombe de meia altura, para dar calor e luz.

### Modo ventilado
A criação de aberturas baixas e altas na alvenaria de armazenamento, permite a circulação natural, do fluxo de ar. É o ar do interior do edifício que entra na parede de Trombe pela abertura inferior, aquece no espaço entre a alvenaria e o vidro (caixa de ar) e regressa ao espaço interior. Permitindo uma recuperação bastante rápida de cerca de 20% da energia solar recebida na fachada através do fluxo de ar. Outra parte da energia solar captada (48%) é armazenada na parede, e 30% passará para o interior com um atraso mais ou menos significativo dependendo da sua espessura e da sua natureza (betão, pedra, terra bruta, etc).  Isto permite, portanto, repartir ao longo do tempo as contribuições solares recebidas durante o dia e aproveitá-las em parte à noite, após o pôr do sol.

#### Funcionamento no inverno
O captor de vidro, aberto na parte inferior, aquece o ar por efeito de estufa. O ar quente, (mais leve por ser menos denso),  sobe, o que faz com que o ar mais frio seja aspirado. A saída, na parte superior do coletor, fica oposta a uma entrada (de preferência baixa) da casa, trazendo assim ar novo e quente com poucas perdas. A circulação de ar ocorre naturalmente sem mecânica, mas a ventilação mecânica controlada (VMC) extrairá o ar viciado.

#### Funcionamento no verão
Surpreendentemente a parede de Trombe pode ser utilizada durante o verão, não só nos dias mais amenos como nos dias mais quentes, de facto, com algumas adaptações ela pode extrair o ar mais quente da casa. A entrada baixa do captor é conectada a uma saída de ar alta da casa. As calorias libertadas pelo captor induzem a circulação passiva de ar (termosifão), o ar quente sobe e sai para o exterior, aspirando ar fresco na casa por outro entrada. Entrada que pode vir por exemplo de um poço canadiano. Sem a necessidade de ventilador, o ar fresco é aspirado proporcionalmente ao aquecimento do captor Trombe.

#### Circuito fechado
Uma parede de Trombe a funcionar em circuito fechado (com o ar da divisão) permite levar ar quente a divisões que não podem beneficiar diretamente do calor solar.

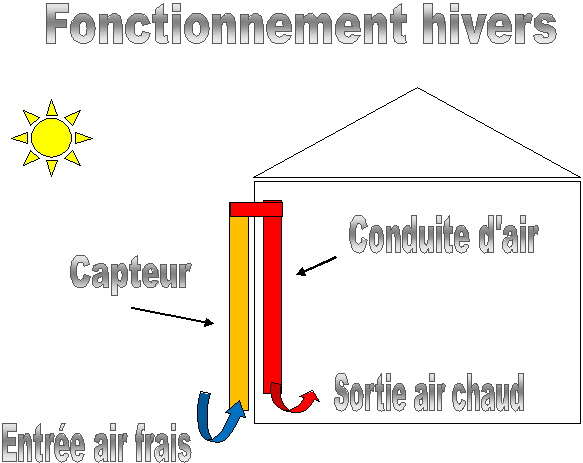
Funcionamento no inverno : o ar exterior é aquecido pela parede de Trombe.
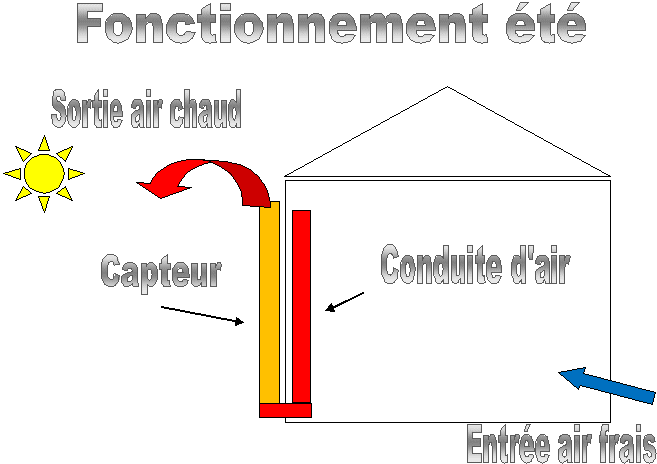
Funcionamento de verão : o ar quente interior é aspirado pelo captor e rejeitado para fora.
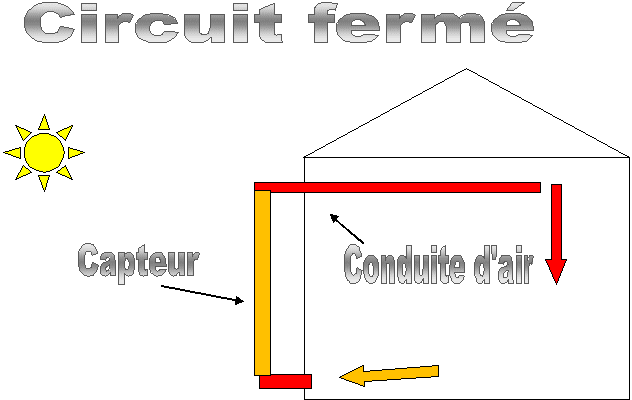
Operação em circuito fechado : o ar fresco interior é aquecido na parede de Trombe antes de entrar novamente.

Um estudo realizado “num edifício conforme RT2012 confirma uma poupança anual de 20 % durante o período de aquecimento". “O rendimento é estimado em 150KWh/m2  ”.
A utilização de coletores solares térmicos é muitas vezes uma solução mais adequada e flexível, mas mais cara e mais complexa.

### Cuidados a ter

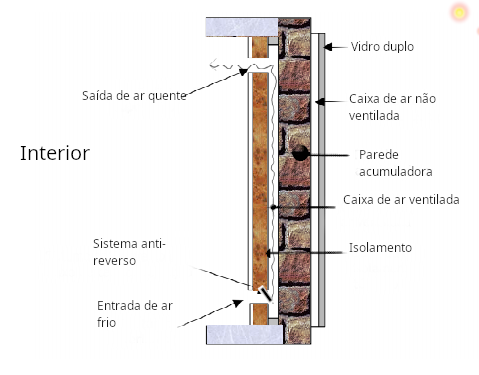
Esquema duma parede de Trombe-Michel composta

- Para ser funcional, a parede de Trombe não deve ter isolamento no seu interior. Caso contrário, a energia recuperada é então puramente convectiva com menor eficiência. No entanto Michel com Zalewski, depois de vários ensaios, desenvolveram uma solução designada por parede de "Trombe-Michel composta" em que a caixa de ar exterior não é ventilada, mas há outra caixa de ar interior entre a parede acumuladora e o isolamento, que ela sim é ventilada.[4] Os resultados de outro estudo demonstram que a parede composta apresenta melhor desempenho térmico do que a parede de Trombe clássica em climas frios ou nublados. [6]
- Em comparação com uma parede isolada de acordo com as atuais normas térmicas, a eficiência térmica global da parede Trombe com vidro simples ( Ug 5,8) é inferior à de uma parede isolada. Ao utilizar vidros duplos clássicos (Ug 2,8) a eficiência térmica dos dois sistemas é equivalente.
- Para que o investimento adicional exigido pela parede de Trombe seja compensado pelo ganho energético por ela proporcionado, é necessária ter em conta a qualidade dos materiais de construção como por exemplo a utilização de vidros com elevado desempenho térmico (Ug inferior a 1,1). A caixilharia deve ser perfeitamente hermética e capaz de suportar as dilatações que possam ocorrer em caso de forte exposição solar. O material da parede, para uma casa a ser construída, será de preferência betão armado ou melhor tijolo maciço que apresenta o melhor desempenho tanto de verão como no inverno, a espessura ideal sendo de 34 cm.[4]
- É preciso ter em conta também o bom dimensionamento da parede.  Tabela para  manter a temperatura interior, durante 24 horas, entre 18ºC e 24ºC, num dia de Inverno com insolação máxima.

| Temperatura média exterior no inverno em ªC. | Área da parede e do vidro em m2 necessária para cada m2 interior. |
| -4                                           | 0,6 - 0,9                                                         |
| -1                                           | 0,5 - 0,7                                                         |
| 2                                            | 0,4 - 0,6                                                         |
| 5                                            | 0,3 - 0,45                                                        |
| 8                                            | 0,25 - 0,35                                                       |

- Também é necessário providenciar um sistema de sombreamento ou cobrir o captor, utilizando, por exemplo, uma persiana, para evitar o sobreaquecimento no verão e para reduzir as perdas noturnas no inverno.[4]

- Finalmente, é necessário antecipar o caso de arrefecimento externo da parede que provocaria a circulação inversa do fluxo de ar e o arrefecimento indesejado do edificio. Uma escotilha com abertura baixa, ou melhor ainda, uma simples aba flexível, pode ajudar a evitar esse termosifão reverso.

A parede Trombe é sobretudo um sistema de aquecimento solar ou de ar condicionado por circulação de ar. O princípio de funcionamento é simples. Baseia-se, por um lado, no efeito estufa e, por outro lado, no termosifão  (o ar quente sobe). Embora seja sempre possível tornar ativa esta técnica passiva adicionando uma ventilação motorizada.